# کیسکاکول‌باش
کیسکاکول‌باش (انگلیسی: Kiskakulbash) یک شهرک در شهرستان بوزدیاکسکی باشقیرستان کشور روسیه است.